# Adalaria proxima
Adalaria proxima is een slakkensoort uit de familie van de sterslakken (Onchidorididae). De wetenschappelijke naam van de soort werd in 1854 voor het eerst geldig gepubliceerd door Alder & Hancock.

## Beschrijving
De naaktslak Adalaria proxima is ovaal van vorm en groeit tot een lengte van ongeveer 25 mm. Het hoofd heeft een afgeplat stuk weefsel boven de mond. De mantel is bedekt met knotsvormige knobbeltjes met puntige uiteinden die zijn verstijfd met kalkhoudende spicules (ruggengraatachtige structuren). Het lichaam is geel-oranje van kleur, maar is vaak nogal bleek van kleur, vooral in het noordelijkste deel van het verspreidingsgebied van het dier. De stompe rinoforen (sensorische tentakels op het hoofd) zijn vaak donkerder van kleur dan de rest van het dier, en elk draagt tot negentien dunne platen. De anale papil is omgeven door een ring van ongeveer twaalf gevederde kieuwen. Deze soort kan worden verward met de wrattige sterslak (Onchidoris muricata), maar die soort is meestal kleiner en bleker en heeft dorsale knobbeltjes met afgeplatte uiteinden.

## Verspreiding
Deze soort is beschreven vanuit Birkenhead aan de Ierse Zeekust van Engeland. Het is inheems in de koudere delen van de Noord-Atlantische Oceaan. Zijn verspreidingsgebied strekt zich uit van de Noordzee, de Oostzee en de Witte Zee tot het oosten van Groenland en de oostkust van Noord-Amerika tot in het zuiden van Massachusetts. Het dieptebereik reikt tot 60 meter. Het is ook bekend van de noordelijke Stille Oceaan, van Brits-Columbia tot Zuid-Korea.

## Ecologie
Adalaria proxima voedt zich met het harig mosdiertje (Electra pilosa), die vaak wordt aangetroffen op de bladeren van grote bruine wieren zoals Laminaria en de gezaagde zee-eik (Fucus serratus). Het voedt zich ook met andere mosdiertjessoorten zoals het ledermosdiertje (Membranipora membranacea), de wierzeevinger (Alcyonidium polyoum) en Flustrellidra hispida als Electra niet aanwezig is.
Voortplanting vindt plaats in de late winter en het voorjaar, wanneer de eieren in spiralen worden gelegd. De eieren zijn vrij groot en komen na ongeveer veertig dagen uit. De larven hebben een dooierzak en voeden zich niet, maar drijven mee als onderdeel van het plankton voordat ze zich vestigen in een geschikt leefgebied.